# Нойландер, Фред
Фред Нойландер (англ. Fred J. Neulander, 14 августа 1941 — 17 апреля 2024) — американский раввин-реформист из Черри-Хилл, штат Нью-Джерси, который был признан виновным в найме двух мужчин для убийства своей жены Кэрол Нойландер в 1994 году. Он умер, отбывая тюремный срок от 30 лет до пожизненного в тюрьме штата Нью-Джерси в Трентоне.

## Биография
Нойландер был раввином-основателем реформистской синагоги Конгрегации М’Кор Шалом в Черри-Хилл, штат Нью-Джерси. Она открылась летом 1974 года. Ранее он был помощником раввина в храме Эмануэля, также в Черри-Хилл. Нойландер окончил Тринити-колледж в 1963 году.
В 2002 году Нойландер был признан виновным в выплате прихожанину Лену Дженоффу и бродяге Полу Дэниелсу 30 000 долларов (в некоторых источниках 18 000 долларов) за убийство своей жены Кэрол 1 ноября 1994 года. Дело превратилось в медийное событие и транслировалось в прямом эфире на CourtTV. В феврале 1995 года он ушёл с поста раввина Конгрегации М’Кор Шалом.
На момент убийства жены Нойландер был вовлечён в двухлетний роман с радиоведущей из Филадельфии Элейн Сончини. Роман начался после того, как он посетил в больнице мужа Сончини, еврея Кена Гарланда, а затем присутствовал на похоронах Гарланда. Сончини была католичкой, но обратилась в иудаизм и присоединилась к общине М’Кор Шалом во время их романа.
Нойландер умер 17 апреля 2024 года в возрасте 82 лет.

## Судебные процессы
Дело рассматривалось судьёй Линдой Г. Бакстер в 2001 году, первое судебное разбирательство закончилось вынесением решения присяжными. Это произошло в округе Камден, штат Нью-Джерси.
Из-за интенсивного освещения в СМИ округа Камден повторное судебное разбирательство было перенесено в округ Монмут. На повторном судебном процессе 2002 года Нойландера защищал адвокат Маунт-Холли Майк Райли. В Монмуте Нойландер был признан виновным. Его сын Мэтью, чьи показания на первом суде были неуверенными, ко времени второго суда полностью убедился в виновности своего отца. После вынесения приговора помощник прокурора Джим Линч представил присяжным вопрос о том, следует ли добиваться смертной казни. Коллегия присяжных решила не рекомендовать смертную казнь. Нойландер был приговорён к 30 годам лишения свободы в тюрьме штата Нью-Джерси в Трентоне. В интервью Барбаре Уолтерс из ABC после заключения в тюрьму он сказал ей: «Вы даже не представляете, сколько у меня гнева». Он также был опечален тем, что двое из трёх его взрослых детей дали показания против него.

## Апелляция
В декабре 2006 года апелляционное отделение Верховного суда Нью-Джерси подтвердило приговор Фреду Нойландеру по итогам апелляции.
Его адвокат по апелляционной жалобе утверждал, что суд первой инстанции допустил ошибку, не разрешив Нойландеру аргументировать защиту ответственности перед третьими лицами, основанную на аналогичном убийстве со взломом, произошедшем в Черри-Хилл. Нойландер также приводил доводы в пользу судебной ошибки по вопросу о двух или трёх доказательствах, основанных на «слухах», то есть внесудебном заявлении Кэрол Нойландер, полученном её дочерью и через неё, о телефонном разговоре с участием «человека из ванной». Хотя были запланированы подача апелляции и ходатайство о возмещении ущерба после вынесения приговора, лучший шанс Нойландера на новое судебное разбирательство был упущен. На момент смерти он находился в тюрьме штата Нью-Джерси.